# Zákraví
Zákraví (německy Sakraw) je malá vesnice, část obce Ohnišov v okrese Rychnov nad Kněžnou. Nachází se asi 2,5 km na západ od Ohnišova. V roce 2009 zde bylo evidováno 29 adres. V roce 2001 zde trvale žilo 44 obyvatel.
Zákraví je také název katastrálního území o rozloze 1,6 km2.
Původně byla obec Zákraví blíže k Orlickým horám. Nacházela se u dnešní obce Bystré (okres Rychnov nad Kněžnou), v místech, kde je dnes kaplička a místo se nazývá Na kostelišti. Obec Bystré v té době neexistovala. Tato vesnička však byla zničena válkami a tak její obyvatelé založili obec novou a s pomocí vrchnosti se přestěhovali do dnešních míst.

## Další fotografie

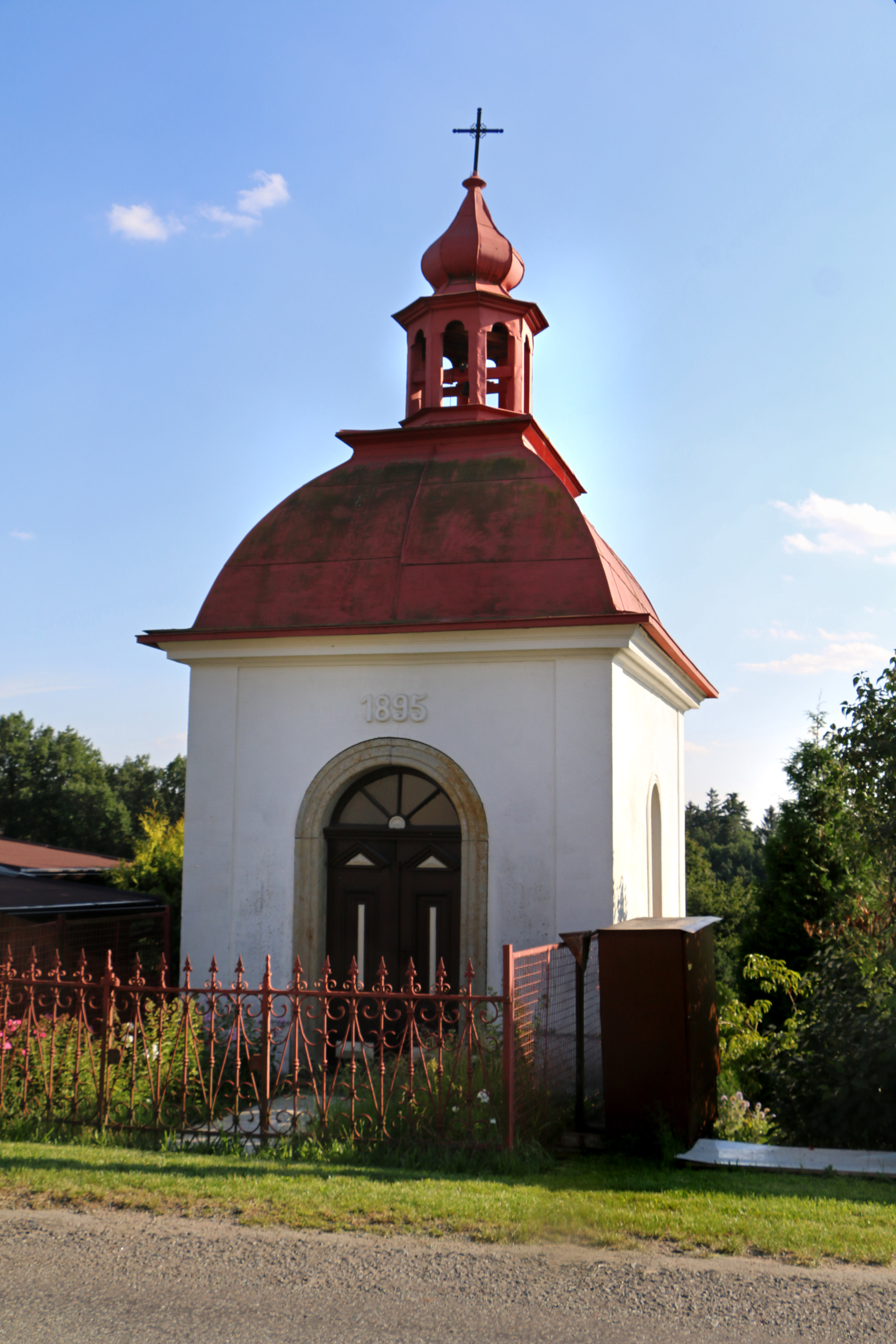
Kaple u silnice
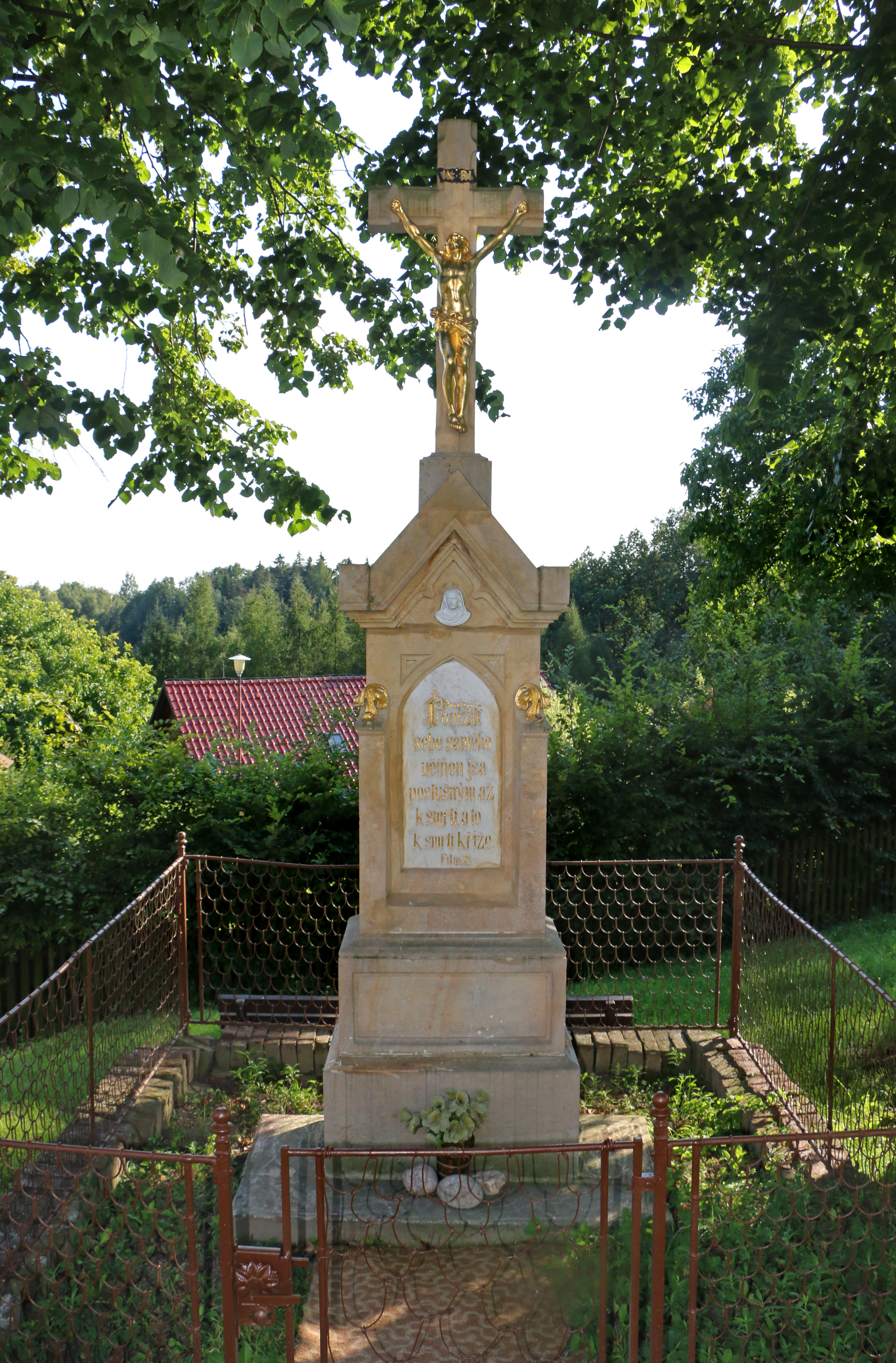
Kříž pod stromy
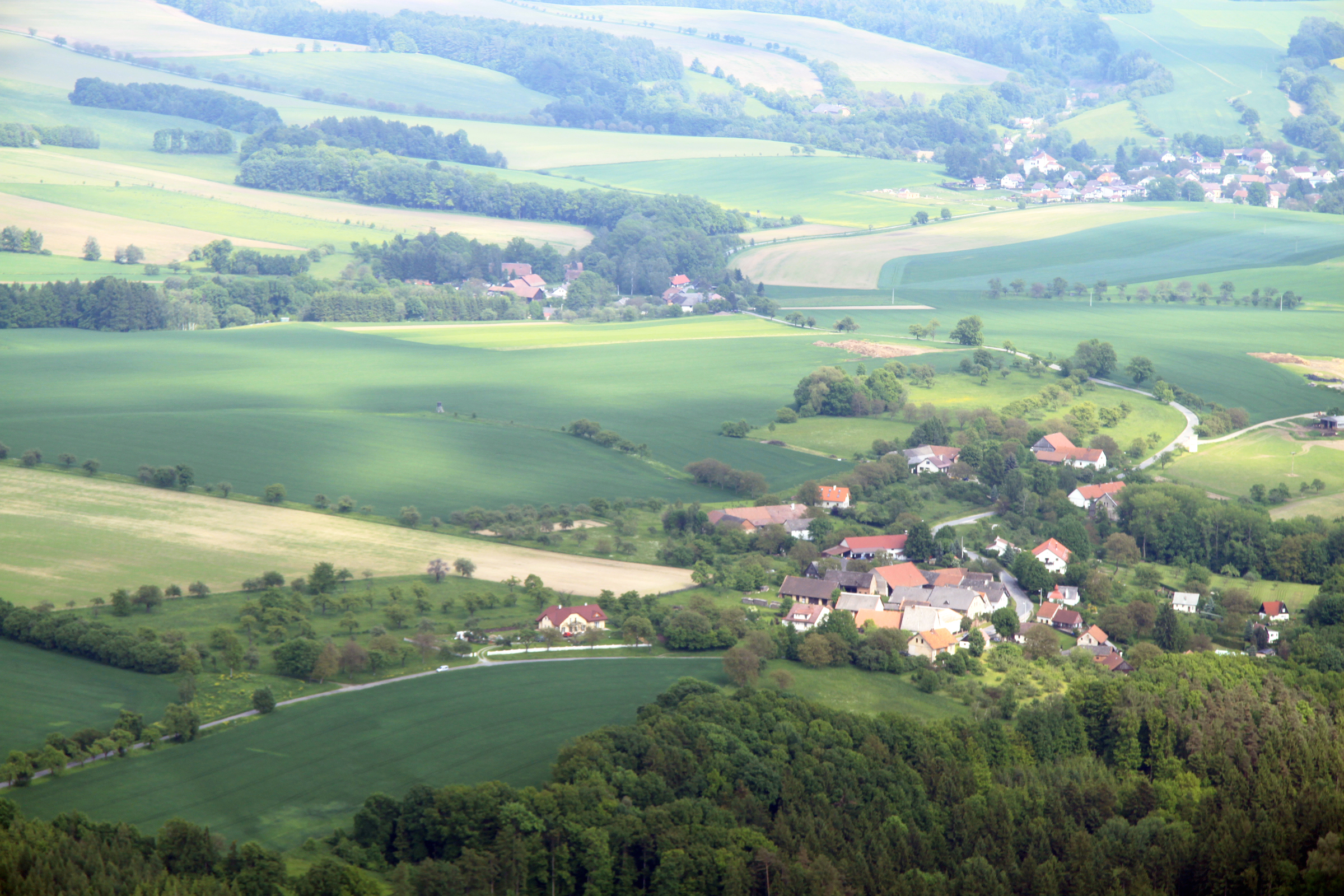
Letecký snímek
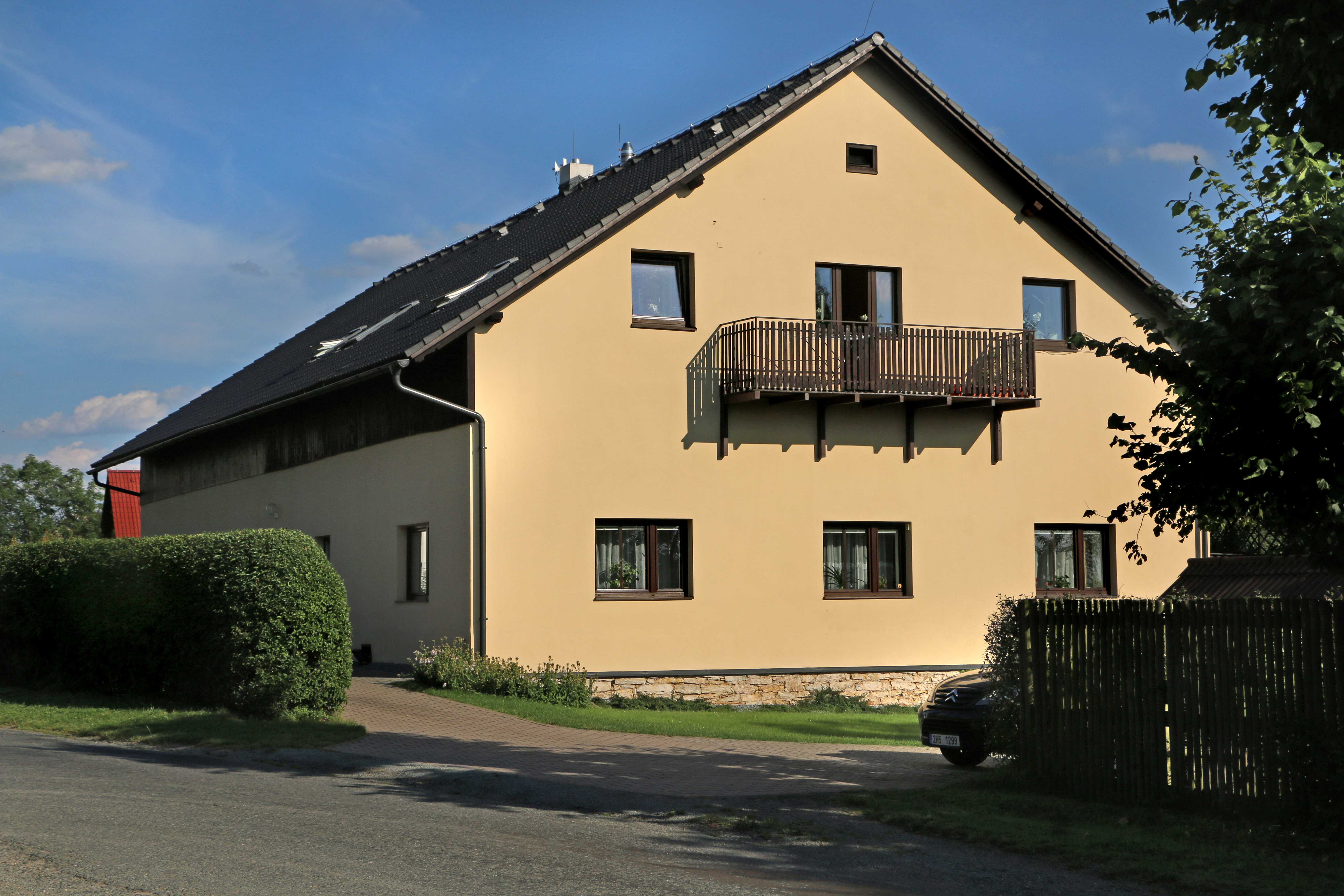
Dům čp. 1